# Когда знание победило страх
Когда знание победило страх (англ. When Knowledge Conquered Fear) — третий эпизод американского документального телевизионного шоу «Космос: пространство и время». Премьера эпизода состоялась 23 марта 2014 года на телеканале Fox, а 24 марта 2014 года — на телеканале National Geographic Channel.
Эпизод получил положительные отзывы от критиков, которые отметили хорошую подачу научных теорий, вклад в развитие которых совершили Эдмун Галлей, Роберт Гук и Исаак Ньютон. Несмотря на отзывы, рейтинг в возрастной категории 18 - 49 составил 1,7/4, а количество зрителей, посмотревших его в прямом эфире, составило 4,25 миллионов.

## Сюжет
| |  |  |  |  |
| В данном эпизоде рассматриваются теории трех известных исторических личностей (слева направо): Эдмунд Галлей (1656—1742), Роберт Гук (1635—1703) и Исаак Ньютон (1642—1727) |  |  |  |  |

Эпизод начинается тем, что Тайсон разъясняет, как распознавание образов помогло первым цивилизациям сделать первые шаги в астрономии и астрологии, чтобы предсказать смену времен года, а также впервые рассмотреть появление кометы как знамение. Также Тайсон добавил, что происхождение комет было объяснено лишь в XX веке теорией Яна Хендрика Оорта о наличии вокруг Солнечной системы облака Оорта, откуда и прилетают все кометы.
Далее Тайсон описывает сотрудничество в Кембридже между Эдмундом Галлеем и Исааком Ньютоном в конце XVII века, которое привело к появлению на свет труда «Математические начала натуральной философии», описывающего физические законы в математических формулах. Труд был издан в нескольких томах, несмотря на попытки Роберта Гука присвоить часть лавров себе и бедственное финансовое положение Лондонского королевского общества. Также Тайсон объясняет каким образом этот труд бросил вызов устоявшемуся представлению о Боге, как перводвигателе во Вселенной, но в то же время повлиял на многие факторы современного мира, в том числе и на космические полеты.
В третьей части эпизода Тайсон рассказывает, как Эдмунд Галлей взял за основу труд Ньютона и сделал свой собственный вклад в науку о мире: рассчитал расстояние от Земли до Солнца, открыл движение звезд, а также выдвинул теорию, что кометы тоже вращаются вокруг Солнца, и предсказал дату прилета одной из них, впоследствии названной в его честь. Тайсон сравнивает научные подходы, использованные Галлеем и Ньютоном, с теми, что использовались древними цивилизациями, и рассматривает их вклад как первые шаги человечества в исследовании Вселенной. Эпизод заканчивается анимированной вставкой, показывающей столкновение Млечного Пути и Галактики Андромеды, произошедшее согласно законам Ньютона.

## Рейтинг
Премьеру эпизода на канале Fox посмотрело 4,25 миллиона зрителей. При этом рейтинг эпизода в возрастной категории 18-49 составил 1,7/4. В результате эпизод занял четвертое и последнее место среди эпизодов своего таймблока, уступив эпизодам телесериалов «Воскрешение» и «Верь», а также эпизоду шоу The Amazing Race 24.